# Вентерь

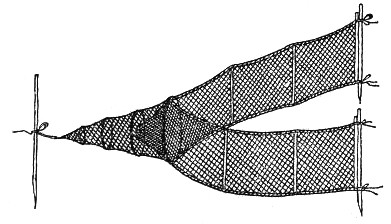
Вентер.

Ве́нтерь (от литовского vénteris — верша из ивовых прутьев), также: кубырь, куток, мерёжа, вятель, фитиль, крылена, крылач, жак — рыболовная снасть-ловушка.
Такой же ставной рыболовный снаряд, в речном и озерном рыболовстве, как и верша, но сетчатый кошель на обручах (из рыболовной сети, на обручах) имеет и другие названия в землях (краях, странах) Руси (России): Нере́то, мре́жа, мере́жка, а то же, но с сетчатыми крыльями по бокам — вентер, вентель, вятер, вятель, крыле́на. Делающий снаряды эти и ловящий ими рыбак — Ве́нтерщик.

## Описание

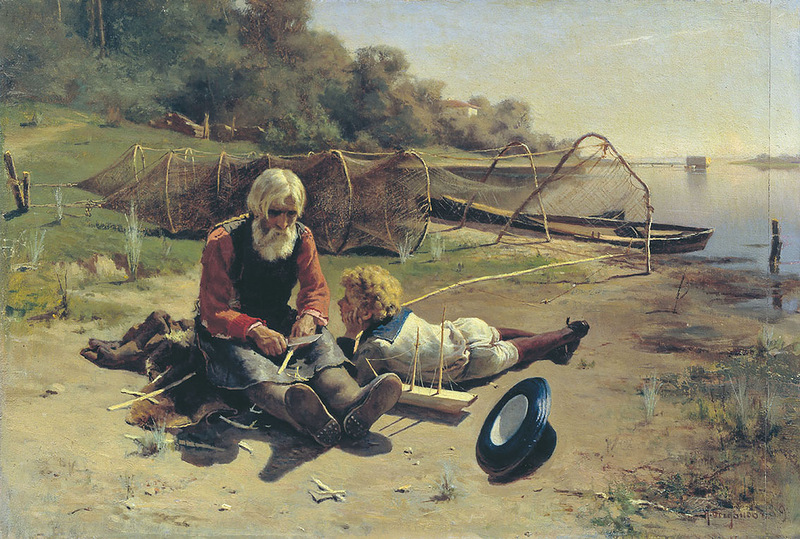
Вентеря на просушке, на картине «Рыбак с мальчиком» Н. А. Богатова, 1889 год.

Представляет собой цилиндрическую сетку, расправленную на деревянных или железных обручах. Первый, входной, обруч чаще всего имеет форму арки, на нижних концах которой закреплены небольшие грузы, для более устойчивого положения. Задний конец её, кутец, через который вынимается рыба, завязывается и крепится к чему-либо, например к кусту или, чаще всего, к специально воткнутому колу.
В каждый обруч (или только в передний, в зависимости от размера) вставляется сетяной конус — усынок, задерживающий вошедшую рыбу.
От входного обруча расходятся в стороны два направляющих крыла из сетки, которые крепятся к кольям, или используют два «конуса», соединённых между собой сеткой, которая крепится к верхнему и нижнему краю входных обручей (таким образом можно перегородить реку или старицу).
Устанавливается в реках, озёрах, старицах. Рыба, наткнувшись на крыло или сетку, направляется вдоль неё и попадает во входное отверстие.

## Закол и колище
Зако́л и ко́лище — существовавшие в старину системы рыболовных снастей, расставленных поперёк реки или в море. 
Устраивались путём забивания кольев в дно водоёма: 

Зако́л — с двух, с трёх сеток реку перегораживали. Вот рыба когда идёт в реку с моря, много ловим (кемское). Ко́лище — шесть мерёж в одно место связаны, а зако́л — восемь мерёж (волховское). Зако́л — это орудия лова всё. Зако́л с трёх мерёжей состоит (вологодское). Рю́жами рыбу ловили, зако́лами. На плаву зако́л стоит. Они одинаковые, только зако́лы в море стоят. Стенки по сту метров, а рю́жи по пять метров стены (онежское)— Толковый словарь поморьской говори. См. закол

Ловили рыбу, ко́лища коли́ли, запру́живали речку и оставляли ворота, проход посереди́ны, около этого прохода вершу́ ставили, теперь не ко́лят, запретили (бокситогорское)— Толковый словарь поморьской говори. См. колить